# Хепатоцелуларни карцином
Хепатоцелуларни карцином (ХЦK) најчешћи је тип примарног рака јетре код одраслих, најчешћи узрок смрти код особа са цирозом јетре и трећи водећи узрок смрти од рака у свету.
Јавља се у условима хроничне упале јетре и најчешће је повезан са хроничном инфекцијом вирусног хепатитиса (типа Б или Ц) или са излагањем токсинима као што су алкохол, афлатоксин или пиролизидин алкалоиди. Одређене болести, као што су хемохроматоза и недостатак алфа 1-антитрипсина, значајно повећавају ризик од развоја хепатоцелуларног карцином. {{cite journal|author= |title=Метаболички синдром и неалкохолна масна болест јетре се такође све више препознају као фактори ризика за хепатоцелуларни карцином.
Као и код сваког рака, лечење и прогноза хепатоцелуларни карцином варирају у зависности од специфичности хистологије тумора, величине, колико се рак проширио и укупног здравља.
Огромна већина случајева код којих хепатоцелуларног карцином има најнижу стопу преживљавања након лечења присутна је у Азији и подсахарској Африци, у земљама у којима је инфекција хепатитисом Б ендемска и зато су многи заражени од рођења. Инциденца хепатоцелуларног карцином у Сједињеним Америчким Државама и другим земљама у развоју расте због пораста инфекција вирусом хепатитиса Ц. Хепатоцелуларни карцином је четири пута чешћи код мушкараца него код жена, из непознатих разлога.

## Епидемиологија
Хепатоцелуларни карцином један је од  најчешћих малигних тумора у свету.  Његовa инциденција је у распону од 10 случајева на 100.000 становника Северне Америке и западнoj Европе до 50–150 случајева на 100.000 становника у Африци и Азија, где заузима веома значајан удео у смртном исходу који је последица малигне болести. 
Повећање инциденције хепатоцелуларни карцинома, као и пораст морталитета изазваног овим тумором, највероватније јрезултује повећаном преваленцијом хепатитиса Ц, који је забележен у већини индустријализованих земаља  света.

## Етиопатогенеза
Водећи узроци у настанку хепатоцелуларног карцинома су:
Хронични вирусни хепатитис Б, Ц, Д
Хронични вирусни хепатитис се данас дефинише као упала јетре која траје дуже од шест месеци и коју изазива један од примарно хепатотропних вируса: хепатитис Б, Ц, Д. У значајном проценту доводи до развоја цирозе јетре, хроничне хепатоцелуларне инсуфицијенције и хепатоцелуларног карцинома (ХЦК). Претпоставља се да око 700 милиона људи (више од 10% светске популације) има хроничну инфекцију овим вирусима са значајним хроничним оштећењем јетре.
Токсини (алкохол, афлатоксин)
Наследне метаболичке болести јетре
Метаболичке болести јетре обухватају широк спектар ентитета, код којих због поремећаји метаболизма супстанце, функција јетре се погоршава. Најраспрострањенији ентитет ове групе је неалкохолна масна болест јетре, са константном инциденцом повећање, док су неки од ентитета ретки у општој популацији, као што је породична амилоидотска полинеуропатија и примарна хипероксалурија типа 1.
Клиничке манифестације ових болести су изузетно варијабилне, а одређени поремећаји, као што је болест складиштења гликогена тип 1а и примарна хипероксалурија тип 1, манифестују се у добу новорођенчета, док се нпр. Вилсонова болест или недостатак алфа1 антитрипсина јављају касније, а у зависности од доминантне симптоматологије, дијагностикују се дуго након појаве првих симптома.
Аутоимунски хепатитис
Аутоимунски хепатитис је упала јетре која се јавља када имуни систем тела нападне јетру. Узрок аутоимуног хепатитиса није јасан, али може настати као последица неких болести, токсина или лекова, углавном код жена. Ако се не лечи, аутоимуни хепатитис може оставити ожиљке на јетри (цирозу) што на крају може довести до отказивања јетре. Када се рано открије и лечи, аутоимуни хепатитис се може контролисати лековима који потискују имуни систем. Трансплантација јетре може бити опција када аутоимуни хепатитис не реагује на терапију или када је болест јетре узнапредовала.
Неалкохолни стеатохепатитис (НАСХ)
Неалкохолни стеатохепатитис је релативно нов клиничко-патолошки синдром чији значај стално расте. Ова болест је први пут описана код гојазних болесника оболелих од шећерна болести који никада нису конзумирала алкохол, а чије су промене на јетри у потпуности одговарале алкохолном хепатитису. Овај типични профил пацијената се проширио тако да се данас са сигурношћу зна да се болест може јавити и код мушкараца са нормалном телесном тежином, који немају поремећај метаболизма угљених хидрата. Иако се у почетку сматрало да је безначајан клинички ентитет, данас се неалкохолни стеатохепатитис сматра озбиљном, хроничном болешћу јетре која може напредовати у стадијум цирозе са свим клиничким компликацијама. Ова болест је само део широког спектра неалкохолне масне болести јетре која је последица инсулинске резистенције и која варира од једноставне масне инфилтрације – стеатозе, преко стеатозе са запаљењем и балонастом дегенерацијом, до стеатохепатитиса као најтежег облика.
Етиологија хепатоцелуларни карцинома која је добро дефинисана, протеклих неколико година омогућила је предузимање одређених мера у правцу расветљавања молекуларне патогенезе хепатоцелуларни карцинома, која је, као и код других тумора, веома сложена и укључује више генетских промене које на крају доводе до малигне трансформације хепатоцита. 
Ова сазнања су, и поред бројних истраживања, још увек далеко од нивоа знања о молекуларној патогенези колоректалног карцинома и одређених малигних болести хематопоетског система, јере је  хепатоцелуларни карцинома фенотипски (морфолошки, микроскопски) и генетски веома хетерогена категорија тумора, због хетерогености етиолошких фактора који доприносе његовом настанку). Ова хетерогеност је одраз сложене функције хепатоцита као и чињенице да се клинички хепатоцелуларни карцинома углавном манифестује у поодмаклој фази.
Малигне трансформације хепатоцита настају независно од описаних етиолошких фактора кроз убрзани животни циклус хепатоцита узрокован:
- хроничним лезијама јетре узрокованих запаљењем,
- имунолошким одговором,
- оксидативним оштећењем ДНК.

Ове лезије  доводе до генетских промена које су:
- активација ћелијских онкогена,
- инактивација тумора супресорски гени,
- геномска нестабилност (ДНК дефекти као код колоректалног карцинома),
- прекомерна експресија ангиогених,
- фактора раста.

Наведени етиолошки фактори  делују углавном преко описаног хроничног механизма оштећења, регенерације и цирозе јетре. 
Најважнији клинички фактор ризика за развој хепатоцелуларни карцинома је цироза јетре, пошто се 70–90% хепатоцелуларни карцинома развија у пољу циротичне јетре. 
Највећи број хепатоцелуларни карцинома се јавља у току дуготрајног хроничног хепатитиса који обезбеђује митогено и мутагено окружење за промену гена што у крајњем исходу доводи до малигне трансформације хепатоцита и развоја хепатоцелуларног карцинома. 
Ризик од појаве хепатоцелуларних карцинома код пацијената са цирозом јетре који зависи од активности, трајање и етиологија основне болести јетре приказан је на доњој табели.
| Болест                                                     | Ризик у % |
| ---------------------------------------------------------- | --------- |
| Вилсонова болест                                           | 5         |
| Примарна билијарна цироза                                  | 8         |
| Алкохол                                                    | 27        |
| Хемохроматоза                                              | 35        |
| Хронични вирусни хепатитис Б, Хронични вирусни хепатитис Д | 50        |
| Хронични вирусни хепатитис Ц                               | 55        |

Клинички и биолошки параметри (старост, анти-ХЦВ позитивност, ПТТ и број тромбоцита) додатно омогућавају селекцију пацијената са највећим ризиком за хепатоцелуларног карцинома.
Повезана етиологије које повећавају релативни ризик за развој хепатоцелуларни карцинома су:
- коинфекција вирусом хепатитиса Б (ХБВ)  и вирусом Ц (ХЦВ),

- коинфекција вирусом хепатитиса Б (ХБВ)  и изложеност афлатоксину Б1,[27]

- коинфекција вирусом хепатитиса Б (ХБВ) и коинфекција вирусом хепатитиса (ХЦВ)

- алкохолизам  и дијабетес мелитус,[28]
- инфекција вирусом Ц (ХЦВ) и стеатоза јетре

Окултна ХБВ инфекција (анти-ХБц позитивност) носи значајан ризик од развоја хепатоцелуларног карцинома,  а постоје докази и да ХБВ и ХЦВ под одређеним околностима имају директну улогу у молекуларној  патогенези хепатоцелуларних карцинома.
Утврђено је и да афлатоксин изазива мутација п53 тумор супресорског гена, који доприноси развој у тумора на молекуларном нивоу.

## Клиничка слика
Главни симптоми који могу бити повезане са раком јетре су :
- необјашњиви губитак тежине,
- слабост, умор,
- губитак апетита или осећај ситости након врло малог оброка,
- мучнина или повраћање,
- грозница,
- увећана јетра која се осећа као маса присутна испод ребара са десне стране,
- увећана слезина која се осећа као маса присутна испод ребара на левој страни,
- бол у стомаку или близу десне лопатице,
- оток или сакупљање течности у стомаку,
- свраб,
- жута промена боје коже и беоњача ока (жутица),
- видљиве проширене вене на предњој страни стомака.

Сви ови симптоми могу бити узроковани другим стањима и болестима или се примећују тек у поодмаклој фази рака јетре. Међутим, у случају присуства неколико горе наведених симптома, неопходно је спровести даљаиспитивања.
Погоршање функције јетре понекад се може открити током тестова крви из других разлога. Или ово стање може бити узроковано многим другим болестима и стога би такође требало спровести детаљнија испитивања.

## Дијагноза
Дијагноза рака јетре се углавном заснива на следећим прегледима:

### Клинички преглед
Након узете анамнезе лекар на основу притужби и симптом  обавља физички прегкед прегледа  трбуха и остатак тела, и тражи повећање јетре или слезине, присуство течности у трбуху, жутило коже и очију (што указује на жутицу) или друге знакове да јетра не ради како треба. 

### Анализа крви
Анализама крви открива се повишени ниво алфа фетопротеина(АФП), и тумор маркер, али се то само види код 50-75% пацијената са раком јетре. Дакле, ако АФП није повишен, то не значи да оболели нема тумора. Такође, ако је АФП повишен, то не мора да значи да постоји тумор.

### Радиолошки преглед
Прво се ради ултразвук јетре да би се проценила конзистентност органа и тражили могуће чворови. У 75% случајева рака тумори јетре су мултифокални у време постављања дијагнозе.
Мултифокалност значи да постоји неколико чворова (или тумора) у различитих делова јетре.
Да би се добила прецизнија слику и открили чак и мале чворови, може се урадите ЦТ  или МРИ  преглед. МРИ скенирање може бити посебно корисно код пацијената који већ имају постојеће (бенигне) чворове  због цироза јетре. Ови прегледи се понекад раде након интравенског убризгавање контрастне течности са циљем обележавања чворова.
Редослед тестова који се користе за дијагнозу рака јетре зависиће од величине промена или присуства цирозе након радиолошког прегледа прегледа.

### Хистопатолошки  преглед
Хистопатолошки преглед врши се на узорку ткива јетре узетог биопсиом. Одлука о обављању биопсије треба бити донета од стране неколико стручњака, укључујући хирург специјализован за хирургију јетре. 
Биопсија је једини начин да се тачно утврди да ли су лезије уочене на радиолошком прегледу бенигне или малигне. Постоји неколико техника биопсије јетре које су доступне за добијање ткива јетре. Перкутана биопсија јетре остаје најчешћа пракса. Биопсије се такође могу изводити трансвенозним путем, било током операције или лапароскопијом, посебно за особе са контраиндикацијама за перкутани приступ. Биопсија јетре такође може бити вођена сликом, у реалном времену или не, што се препоручује за неке клиничке ситуације као што су особе са познатим интрахепатичним лезијама, претходне интраабдоминалне операције које могу имати адхезије, мала јетра која је тешка за приступ, гојазних људи и особа са евидентним асцитетом. Витални знаци се морају често пратити након тога (најмање сваких 15 минута у сату након биопсије).
Према ААСЛД смерницама, биопсија јетре се може размотрити код људи са неалкохолне масне болести јетре који су под повећаним ризиком од стеатохепатитиса са или без узнапредовале фиброзе, али само када су искључене све друге конкурентне хроничне болести јетре (као што је алкохолна болест јетре). Присуство метаболичког синдрома, или круте јетре (мерено пролазном еластографијом контролисаном вибрацијом или МРЕ) може да идентификује особе које су под већим ризиком од стеатохепатитиса или узнапредовале фиброзе.
За процену фиброзе јетре, перкутана биопсија јетре, са или без вођења слике, контраиндикована је код некооперативних људи.
Трансјугуларна биопсија јетре је индикована за сваку особу са дифузном болешћу јетре којој је потребна биопсија, али има контраиндикацију за перкутану биопсију или је потребна хемодинамска процена у дијагностичке сврхе.
Трансвенозна биопсија јетре препоручује се уместо перкутаног приступа код људи са клинички евидентним асцитесом, иако је перкутана биопсија прихватљив алтернативни приступ након уклањања асцитеса.

## Терапија
Каако конвенционална радиотерапија нема доказану ефикасност, лечење хепатоцелуларног карцинома се може поделити у четири  категорије:
- Хируршка интервенција (ресекција тумора и трансплантација јетре), потенцијално су куративни  и терапијски режими.
- Перкутане процедуре (убризгавање етанола и радиофреквентна термална аблација), могу да дају добре резултате  као палијативне терапијске процедуре.
- Трансартеријске интервенције (емболизација, хемоперфузија или хемоемболизација), могу да дају добре резултате као палијативне терапијске процедуре.
- Лекови, укључујући генску и имунотерапију.

### Хируршко уклањање тумора
Хируршко уклањање тумора је повезано са бољом прогнозом рака, али само 5–15% пацијената је погодно за хируршку ресекцију због обима болести или лоше функције јетре.
Операција се разматра само ако се цео тумор може безбедно уклонити уз очување довољно функционалне јетре за одржавање нормалне физиологије. Стога је преоперативна процена уз претходни имиџинг битна за одређивање и обим јетре захвачен тумоором као и за процену количине резидуалне јетре која је преостала након операције. Да би се одржала функција јетре, резидуални волумен јетре требало би да буде већи од:
- 25% укупне запремине јетре у нециротичној јетри,

- 40% у јетри са цирозом.

Хируршке интервенције на болесној или циротичној јетри су генерално повезане са већим морбидитетом и морталитетом. Укупна стопа рецидива након ресекције је 50-60%. Сингапурски скор рецидива карцинома јетре може се користити за процену ризика од рецидива након операције.

### Лекови
Након што су бројни системски хемотерапеутици, хормони и други лекови тестирани  у многим клиничким студијама велики број њих није показао никакву ефикасност.  у лечењу хепатоцелуларног карцинома, док само један мањи број лекови заслужују даљу пажњу и клиничку евалуација.
На глобалном нивоу регистрован је сорафениб (Nexavar, Bayer) као циљана хемотерапија за хепатоцелуларни карцином у САД, док је  у Србији лек регистрован само за туморе бубрега. Очекује се регистрација лека и за хепатоцелуларни карцином, али како је лек изузетно скуп резултати са аспекта преживљавање се мере месецима.

### Радиотерапија
Толеранција јетре на зрачење је релативно ниска (максимална толерисана доза је 30 Gy), што отежава примену конвенционалне екстерне терапије зрачењем, иако је хепатоцелуларни карцином заиста радиосензитиван. Иако је могуће фокално зрачење јетре високим дозама, не постоје научни докази да се таква терапија користи у лечењу хепатоцелуларног карцинома. Радиотерапија екстерним снопом може бити од користи у случајевима који нису погодни или отпорни на локални третман.
Палијативна радиотерапија се може користити за ублажавање болова повезаних са метастазама у костима, укључујући метастазе у мозгу, плућима  и лимфним чворовима.

#### Радиоемболизација
То је метода високо селективне брахитерапије заснована на давању микросфера са радиоактивним изотопима, као што је I131 обележен липиодол  или микросфере које садрже Y90, директно у хепатичну артерију. Због повећане васкуларизације тумора, терапеутици се дистрибуирају у туморско подручје, где селективно емитују зрачење. Метода се разликује од ТАЦЕ, у којој терапеутски ефекат зависи од постизања туморске исхемије, постигнуте оклузијом крвних судова средњег и великог калибра. Примена лекова је дизајнирана да појача исхемијски ефекат. Радиоемболизација користи мање честице за испоруку радиофармака директно у тумор, а терапеутски ефекат се углавном постиже зрачењем. Емболијски ефекат је минималан, стога се микросфереY90  могу користити за тромбозу порталне вене. Стопе објективног одговора се крећу од 35–50%.  

### Трансплантација јетре
Трансплантација јетре или замена оболеле јетре са кадаверичном јетром или јетром живог донора, игра све већу улогу у лечењу хепатоцелуларног карцинома. Иако су исходи након трансплантације јетре у почетку били лоши (стопа преживљавања од 20% до 36%), исходи су се значајно побољшали савременијим хируршким техникама и усвајањем Миланских критеријума у америчким центрима за трансплантацију. 
Проширени Шангајски критеријуми у Кини резултовали су укупним преживљавањем и стопама преживљавања без болести сличним онима постигнутим коришћењем Миланских критеријума. Студије из касних 2000-их су показале веће стопе преживљавања у распону од 67% до 91%.
Ризици трансплантације јетре превазилазе ризик саме процедуре. Имуносупресивни лекови који су потребни након операције да би се спречило одбацивање јетре донора такође нарушавају природну способност тела да се бори против дисфункционалних ћелија. Ако се тумор проширио, а није неоткривен изван јетре пре трансплантације, повећава стопу прогресије болести и смањује преживљавање. Имајући ово на уму, трансплантација јетре „може бити куративни приступ за пацијенте са узнапредовалим хепатоцелуларним карциномом без екстрахепатичних метастаза“. У ствари, међу пацијентима са компензованом цирозом, трансплантација није повезана са бољим преживљавањем у поређењу са хепатектомијом, већ је знатно скупља.
Правилан одабир пацијената се сматра главним кључем за успех трансплантације јетре.